# Séréhini
Séréhini är en ort i Komorerna.   Den ligger i distriktet Grande Comore, i den västra delen av landet, 6 km söder om huvudstaden Moroni. Séréhini ligger 10 meter över havet och antalet invånare är 407. Den ligger på ön Grande Comore.
Terrängen runt Séréhini är varierad. Havet är nära Séréhini västerut.  Närmaste större samhälle är Moroni, 6,4 km norr om Séréhini. 